# 盧特河 (北萊茵-威斯特法倫州)
52°3′54″N 8°37′1″E / 52.06500°N 8.61694°E

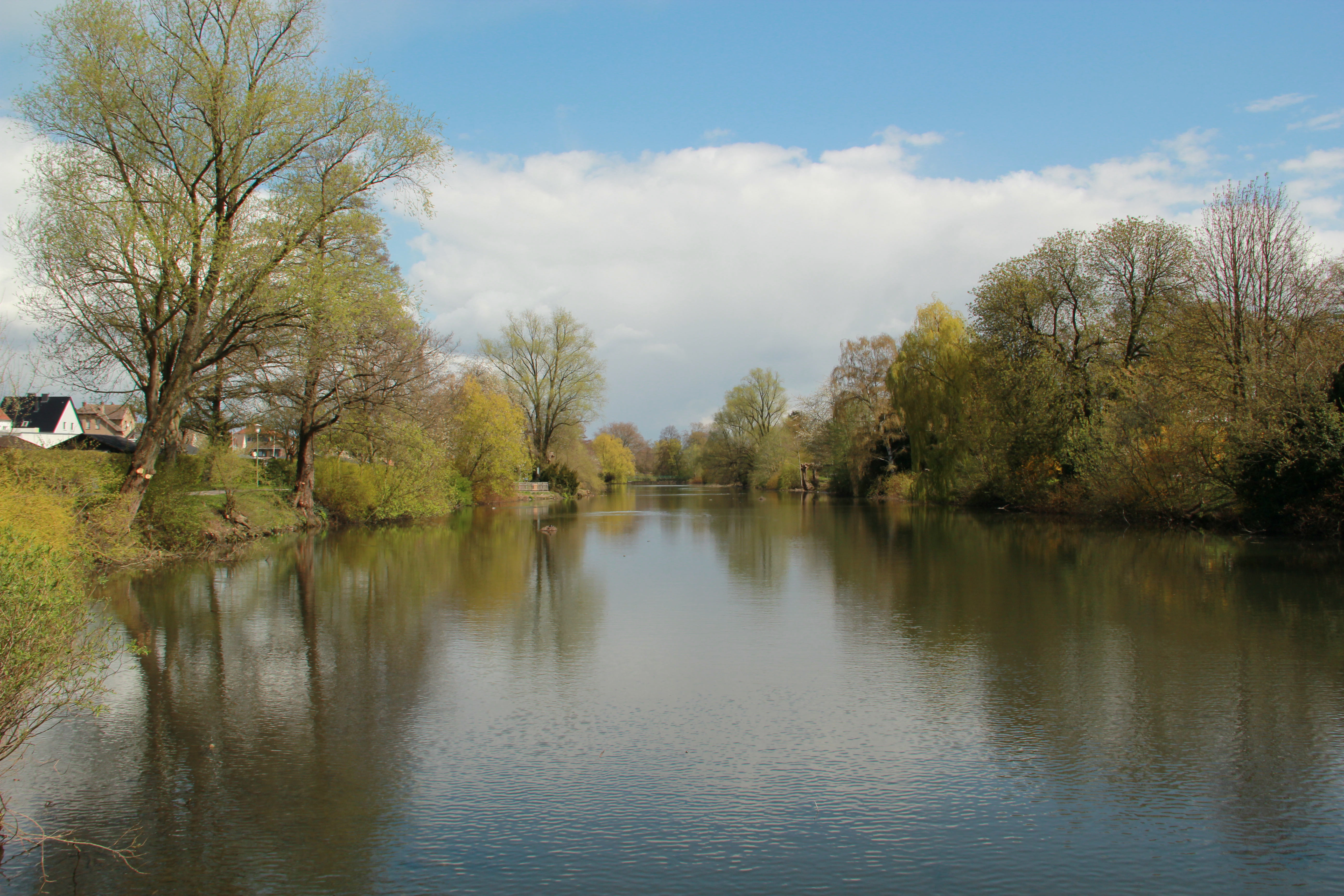
盧特河（北萊茵—威斯特法倫州）

盧特河（德語：Lutter），是德國的河流，位於該國西部，流經北萊茵-威斯特法倫州，河道全長12.1公里，流域面積102平方公里，發源自比勒費爾德附近。

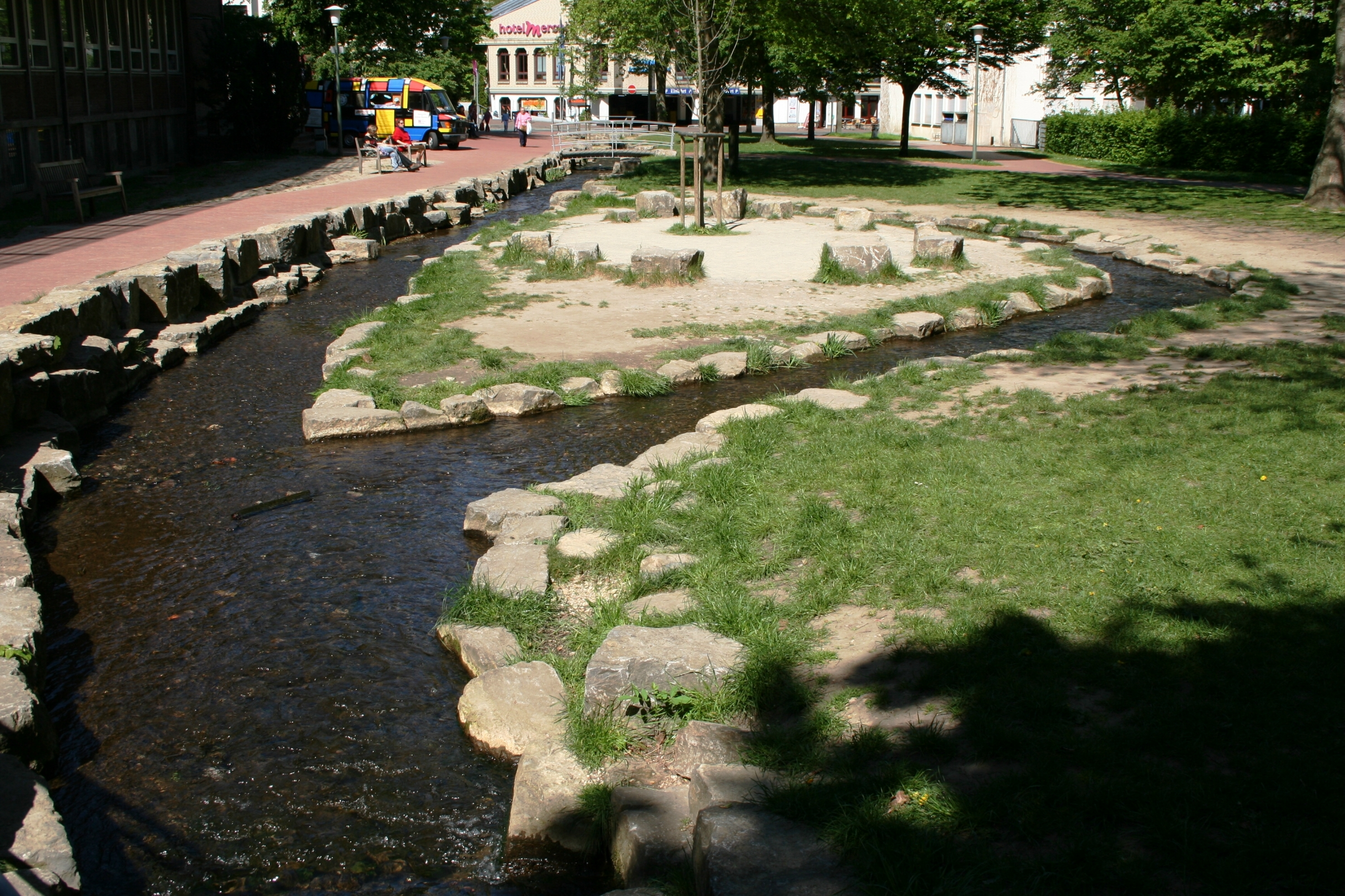
盧特河（北萊茵—威斯特法倫州）
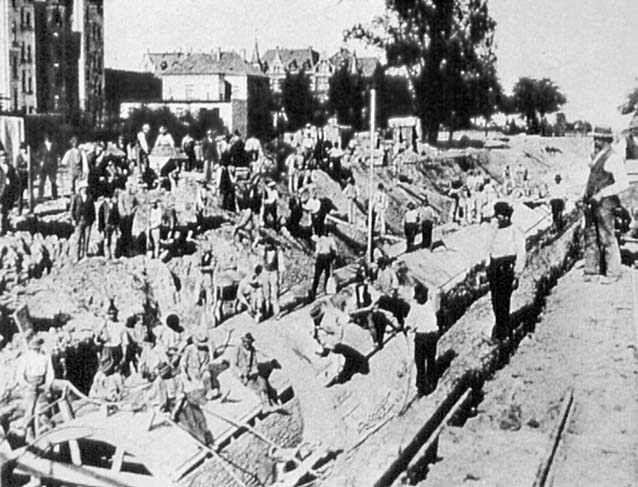
盧特河開鑿工程，約1900年